# Drew Barrymoreová
Drew Blyth Barrymoreová (nepřechýleně Barrymore; * 22. února 1975 Culver City, Kalifornie, USA) je americká herečka, filmová producentka a režisérka. Společně s Nancy Juvonenovou založila produkční společnost Flower Films.

## Rodina
Pochází z herecké rodiny. Jde o dceru herců Johna Drewa Barrymora ml. a Ildiko Jaidové, kteří se po jejím narození rozvedli. Mezi herce patří i prarodiče Dolores Costellová a John Drew Barrymore, prastrýc Lionel Barrymore, prateta Ethel Barrymore a nevlastní bratr John Blyth Barrymore. Dále má dvě nevlastní sestry Blyth Dolores Barrymoreovou a Jessicu Blyth Barrymoreovou.
Její křestní jméno Drew bylo rodné jméno její prababičky, její druhé jméno Blyth je příjmení jejich herecké dynastie založené jejím pradědečkem. Jejím kmotrem se stal režisér Steven Spielberg a kmotrou herečka Sophia Lorenová.

## Začátek kariéry
Poprvé natáčela již v 11 měsících, když účinkovala v reklamě na krmivo pro psy. Svůj filmový debut zaznamenala ve filmu Mutace (Altered States) z roku 1980. O rok později dostala roli Gertie ve filmu E.T. – Mimozemšťan (E.T. the Extra-Terrestrial, 1981), který ji proslavil. V roce 1984 byla nominována za roli ve filmu Irreconcilable Differences na Zlatý glóbus v kategorii nejlepší ženský výkon ve vedlejší roli. Dále ztvárnila řadu dalších dětských rolí.

## Bouřlivé dospívání
Jako filmová hvězda ve velmi mladém věku začala navštěvovat večírky. V devíti začala kouřit, v jedenácti pít alkohol, ve dvanácti kouřit marihuanu a ve třinácti začala šňupat kokain. Ve svých třinácti letech byla poprvé na odvykací léčbě, kam se po pokusu o sebevraždu vrátila již o rok později. Toto období sepsala ve své autobiografii Malá ztracená holčička (Little Girl Lost, 1990). O rok později se s žádostí o emancipaci úspěšně obrátila na soud pro mladistvé a přestěhovala se do svého bytu.
V roce 1992 ztvárnila zlou dospívající svůdkyni ve filmu Jedovatý břečťan (Poison Ivy, 1992), který v kinech propadl. Úspěch slavil až v televizi a na videu. Téhož roku, v 17 letech, se objevila nahá na obálce časopisu Interview a podstoupila plastickou operaci na zmenšení prsou. V roce 1993 byla nominována za roli ve filmu Milenci se zbraní (Guncrazy, 1993) na Zlatý glóbus v kategorii nejlepší ženský herecký výkon v minisérii nebo TV filmu. V roce 1995 nafotila nahé fotky pro lednové číslo časopisu Playboy.

## Návrat na výsluní
V roce 1995 hrála ve filmech Dámská jízda (Boys on the Side, 1995) a Batman navždy (Batman Forever, 1995). O rok později dostala roli v úspěšném hororu Vřískot (Scream, 1996). Během následujících let často hrála v romantických komediích jako je Zbožné přání (Wishful Thinking, 1997), Píseň pro nevěstu (The Wedding Singer, 1998) a Co se doma usmaží (Home Fries, 1998). Zahrála si také v dramatu Věčný příběh (Ever After, 1998). V dramatu Kluci v mém životě (Riding in Cars with Boys, 2001) hrála roli dospívající matky, jejíž manžel byl narkoman (příběh byl založen na skutečných událostech Beverly D'Onofriové). O rok později si společně s Julií Robertsovou zahrála ve filmu Miluj svého zabijáka (Confessions of a Dangerous Mind, 2002). V těchto letech se stala jednou z nejobsazovanějších hereček, především v žánru romantických komedií.
V roce 1995 založila společně se svou obchodní partnerkou Nancy Juvonenovou produkční společnost Flower Films. Prvním filmem, který produkovaly, byl snímek Nepolíbená (Never Been Kissed, 1999), kde také hrála. Společně s Cameron Diaz a Lucy Liu si zahrála v úspěšném filmu Charlieho andílci (Charlie's Angels, 2000) a v pokračování Charlieho andílci: Na plný pecky (Charlie's Angels: Full Throttle, 2003), které byly také z produkce Flower Films. Mimo úspěšných Charlieho andílků produkovala film Donnie Darko (Donnie Darko, 2000), Baba na zabití (Duplex, 2003), 50× a stále poprvé (50 First Dates, 2004) nebo Hudbu složil, slova napsal (Music and Lyrics, 2007). Mezi poslední snímky, které její společnost produkovala je film Vyfič! (Whip It!, 2009), který sama režírovala a kde si zahrála jednu z menších rolí.

## Osobní život
V roce 1991 se zasnoubila s Lelandem Haywardem, vnukem hollywoodského producenta Lelanda Haywarda, avšak zasnoubení bylo po několika měsících zrušeno. Mezi lety 1992 a 1993 žila a později se i zasnoubila s hudebníkem a hercem Jamiem Waltersem.
Poprvé se vdala až za majitele baru Jeremyho Thomase. Vzali se 20. března 1994 a rozvedli se 28. dubna 1994. Podruhé se vdala 7. července 2001 za komika Toma Greena. V prosinci 2001 požádal Green o rozvod, který byl dokončen 15. října 2002.
V roce 2002 se začala scházet s bubeníkem skupiny The Strokes Fabriziem Morettim. Jejich vztah vydržel pět let a skončil 7. července 2007. Poté se začala scházet s Justinem Longem, ale rozešli se v červenci 2008.
V roce 2003 přiznala, že je bisexuální orientace. Do roku 2004 byla vegetariánkou.
V roce 2010 začala chodit s Willem Kopelmanem se kterým se o vánočních svátcích roku 2011 v Idahu zasnoubila a v červnu 2012 se za něj provdala. V letech 2012 a 2014 se jim narodily dcery Olive a Frankie. V létě 2016 se manželé rozvedli.

## Filmografie

### Jako herečka
| Rok  | Název                                   | Role                     | Poznámky |
| ---- | --------------------------------------- | ------------------------ | --- |
| 1980 | Mutace                                  | Margaret Jessup          | |
| 1982 | E.T. – Mimozemšťan                      | Gertie                   | Nominace – Filmové ceny Britské akademie v kategorii Nejzajímavější nováček ve filmu v hlavní roli |
| 1984 | Ohnivé oči                              | Charlene „Charlie“ McGee | Nominace – Cena Saturn v kategorii Nejlepší vystoupení mladého herce |
| 1984 | Irreconcilable Differences              | Casey Brodsky            | Nominace – Zlatý glóbus v kategorii Nejlepší herečka ve vedlejší roli ve filmu |
| 1985 | Kočičí oko                              | Amanda                   | |
| 1985 | Adventures of Con Sawyer and Huckelmary |                          | Nominace – Cena Emmy v kategorii Nejlepší herec/čka v dětském pořadu |
| 1986 | Byli jedno dva                          | Lisa Piper               | |
| 1989 | Zítra na shledanou                      | Cathy Goodwin            | |
| 1989 | Městečko hrůzy                          | Joleen Cox               | |
| 1991 | Motorama                                | dívka ve fantazii        | |
| 1992 | Voskové muzeum 2: Ztraceni v čase       | oběť upíra               | |
| 1992 | Jedovatý břečťan                        | Ivy                      | |
| 1992 | Milenci se zbraní                       | Anita Minteer            | Nominace – Zlatý glóbus v kategorii nejlepší herečka v minisérii nebo televizním filmu |
| 1993 | The Amy Fisher Story                    | Amy Fisher               | |
| 1993 | V ohrožení                              | Tinsel Hanley            | |
| 1993 | Doppelganger                            | Holly Gooding            | |
| 1993 | Waynův svět 2                           | Bjergen Kjergen          | |
| 1994 | Inside the Goldmine                     | Daisy                    | |
| 1994 | Pistolnice                              | Lilly Laronette          | |
| 1995 | Dámská jízda                            | Holly Pulchik-Lincoln    | |
| 1995 | Šílená láska                            | Casey Roberts            | |
| 1995 | Batman navždy                           | Sugar                    | |
| 1996 | Všichni říkají: Miluji tě               | Skylar Dandridge         | |
| 1996 | Vřískot                                 | Casey Becker             | Nominace – Cena Saturn v kategorii nejlepší herečka ve vedlejší roli |
| 1997 | Zbožné přání                            | Lena                     | |
| 1997 | Svatba za všechny prachy                | Hope                     | |
| 1998 | Píseň pro nevěstu                       | Julia Sullivan           | Nickelodeon Kid's Choice Award v kategorii Nejlepší filmová herečka (1999) Filmová cena MTV v kategorii nejlepší polibek (s Adamem Sandlerem) Nominace – Filmová cena MTV v kategorii nejlepší filmové duo (s Adamem Sandlerem) |
| 1998 | Věčný příběh                            | Danielle de Barbarac     | Cena Saturn v kategorii nejlepší herečka Nickelodeon Kid's Choice Award v kategorii nejlepší filmová herečka (1999) |
| 1998 | Co se doma usmaží                       | Sally Jackson            | |
| 1999 | Nepolíbená                              | Josie Geller             | Nominace – Nickelodeon Kid's Choice Award v kategorii nejlepší filmová herečka (2000) Nominace – Filmová cena MTV v kategorii nejlepší polibek (s Michaelem Vartanem) Filmová cena MTV v kategorii Nejlepší herečka Nominace – Teen Choice Award v kategorii nejlepší filmová herečka |
| 1999 | Olive, the Other Reindeer               | Olive (hlas)             | Nominace – Primetime Emmy Award v kategorii Nejlepší animovaný program |
| 2000 | Vynechané stránky                       | dívka ve fantazii        | |
| 2000 | Titan A.E.                              | Akima (hlas)             | |
| 2000 | Charlieho andílci                       | Dylan Sanders            | Nickelodeon Kid's Choice Award v kategorii nejlepší filmová herečka (2001) Filmová cena MTV v kategorii nejlepší filmový tým (s Cameron Diaz a Lucy Liu) Nominace – Filmová cena MTV v kategorii nejlepší souboj Nominace – Teen Choice Award v kategorii nejlepší filmová herečka Nominace – Teen Choice Award v kategorii nejlepší souboj léta |
| 2001 | Donnie Darko                            | Karen Pomeroy            | |
| 2001 | Freddyho úlet                           | recepční pana Davidsona  | |
| 2001 | Kluci v mém životě                      | Beverly Donofrio         | Nominace – Teen Choice Award v kategorii nejlepší filmová herečka – drama/akční/dobrodružný |
| 2002 | Milujte svého zabijáka                  | Penny                    | |
| 2003 | Charlieho andílci: Na plný pecky        | Dylan Sanders            | Nominace – Filmová cena MTV v kategorii nejlepší taneční scéna (s Cameron Diaz a Lucy Liu) |
| 2003 | Baba na zabití                          | Nancy Kendricks          | |
| 2004 | 50× a stále poprvé                      | Lucy Whitmore            | Filmová cena MTV v kategorii nejlepší filmový tým (s Adamem Sandlerem) People's Choice Award v kategorii nejlepší filmová chemie (s Adamem Sandlerem) Nominace – Nickelodeon Kid's Choice Award v kategorii nejlepší filmová herečka Nominace – Filmová cena MTV v kategorii nejlepší herečka Nominace – Teen Choice Award v kategorii nejlepší filmová herečka v komedii Nominace – Teen Choice Award v kategorii nejlepší filmová chemie (s Adamem Sandlerem) Nominace – Teen Choice Award v kategorii nejlepší polibek (s Adamem Sandlerem) |
| 2005 | Fanaticky zamilován                     | Lindsey Meeks            | Nominace – Nickelodeon Kid's Choice Award v kategorii nejlepší filmová herečka Nominace – Teen Choice Award v kategorii nejlepší filmová herečka v komedii Nominace – Teen Choice Award v kategorii nejlepší filmová chemie (s Jimmy Fallonem) Nominace – Teen Choice Award v kategorii nejlepší filmový polibek (s Jimmy Fallonem) Nominace – Teen Choice Award v kategorii nejlepší filmová milostná scéna (s Jimmy Fallonem) |
| 2006 | Zvědavý George                          | Maggie (hlas)            | |
| 2007 | Hudbu složil, slova napsal              | Sophie Fisher            | Nominace – Nickelodeon Kid's Choice Award v kategorii nejlepší filmová hvězda – herečka Nominace – Teen Choice Award v kategorii nejlepší filmový polibek (s Hughem Grantem) |
| 2007 | Štěstí ve hře                           | Billie Offer             | |
| 2008 | Čivava z Beverly Hills                  | Chloe (hlas)             | |
| 2008 | Grey Gardens                            | Edith Bouvier Beale      | Satellite Award v kategorii Nejlepší herečka v miniseriálu/TV filmu Cena Sdružení filmových a televizních herců v kategorii nejlepší herečka v TV filmu nebo minisérii Zlatý glóbus v kategorii nejlepší herečka v minisérii nebo televizním filmu Nominace – Cena Emmy v kategorii nejlepší herečka v hlavní roli v minisérii nebo televizním filmu |
| 2009 | Až tak moc tě nežere                    | Mary                     | |
| 2009 | Všichni jsou v pohodě                   | dcera                    | |
| 2009 | Vyfič!                                  | Smashley Simpson         | |
| 2010 | Dál než se zdálo                        | Erin Rankin Langfordová  | Nominace – People's Choice Award v kategorii nejlepší komediální hvězda |
| 2011 | Jack a Jill                             | žena na plavbě           | |
| 2012 | Máme rádi velryby                       | Rachel Kramer            | |
| 2014 | Dovolená za trest                       | Lauren Reynolds          | Nominace – People's Choice Award v kategorii nejlepší komediální herečka Nominace – Teen Choice Award v kategorii nejlepší filmová herečka v komedii |
| 2015 | Už teď mi chybíš                        | Jess                     | |
| 2017 | Santa Clarita Diet                      | Sheila                   | také výkonná producentka |

### Jako režisérka
| Rok  | Film   | Poznámky         |
| ---- | ------ | ---------------- |
| 2009 | Vyfič! | režisérský debut |

### Jako producentka
| Rok  | Film                                             | Poznámky                              |
| ---- | ------------------------------------------------ | ------------------------------------- |
| 1999 | Nepolíbená                                       | Výkonná producentka                   |
| 2000 | Charlieho andílci                                | Producentka                           |
| 2001 | Donnie Darko                                     | Výkonná producentka                   |
| 2003 | Charlieho andílci: Na plný pecky                 | Producentka                           |
| 2003 | Baba na zabití                                   | Producentka                           |
| 2004 | Choose or Lose Presents: The Best Place to Start | Dokumentární film, producentka        |
| 2005 | Fanaticky zamilován                              | Producentka                           |
| 2009 | Až tak moc tě nežere                             | Výkonná producentka                   |
| 2009 | Vyfič!                                           | Výkonná producentka                   |
| 2011 | Charlieho andílci                                | Televizní seriál, výkonná producentka |
| 2014 | Animal                                           | Producentka                           |
| 2016 | Jak přežít single                                | Producentka                           |